# Yohana R. Hirschfeld
Yohana Rahel Hirschfeld ist eine deutsche Malerin und Videokünstlerin.

## Leben
Hirschfeld ging auf das Clara-Schumann-Gymnasium in Bonn. Nach dem Abitur studierte sie Philosophie, Germanistik (Schwerpunkt Theater und Medien) und Geschichte an der Universität Hamburg. Nach dem Studium Regieassistenz am Deutschen Schauspielhaus Hamburg (Intendanz Tom Stromberg). Im Anschluss bekam sie eine künstlerische Ausbildung an der Kunstschule Kalkreuter in Hamburg. Sie ist verheiratet mit dem Hamburger Arzt und Grünen-Politiker Peter Zamory. Hirschfeld lebt als freie Künstlerin in Hamburg-Ottensen.

## Werk
Yohana Hirschfeld trat zum ersten Mal in die Öffentlichkeit am 9. November 2008 mit ihrer Videoinstallation auf dem Hamburger Rathausmarkt zum Gedenken an den 70. Jahrestag des Novemberpogroms von 1938. Die Videoinstallation zeigte eine Endlosschleife mit Original-Filmaufnahmen und Fotos des Pogroms, die auf die Rückseite der Barlach-Stele an der Kleinen Alster projiziert wurden. Zusätzlich wurde die Häuserreihe der Alsterarkaden auf der anderen Seite der Kleinen Alster – während der Pogromnacht zentrales Ziel der Plünderungen und von Misshandlungen ihrer jüdischen Eigentümer – durch eine Verzerrung der Projektion ebenfalls mit den Filmbildern bespielt. Einführende Wortbeiträge zu der Videoinstallation wurden beigesteuert von der Hamburger Autorin Peggy Parnass und dem Publizisten und Politiker Freimut Duve. Im Jahr 2009 zeigte Hirschfeld im Auftrag der Jüdischen Gemeinde in Hamburg eine Licht- und Bildinstallation zum selben Thema auf dem Joseph-Carlebach-Platz im Grindelviertel (gemeinsam mit dem Lichtkünstler Michael Batz). Seit 2008 arbeitet Hirschfeld an einer Graphic Novel über die Auseinandersetzungen um den ehemaligen Jüdischen Friedhof in Altona-Ottensen im Jahr 1992.
Im Dezember 2008 war Hirschfeld Mitgründerin des „Kunsthaus Finkels, Jüdischer Kulturverein e.V.“ und ist seitdem ehrenamtlich in leitender Funktion für den gemeinnützigen Verein tätig. Im Jahre 2009 organisierte das Kunsthaus Finkels den ersten Europäischer Tag der Jüdischen Kultur in Hamburg zum Thema "Jüdische Bräuche und Riten". 2010 veranstalteten der Verein das Festival in Hamburg vom 31. August. – 5. September 2010. Schirmherrschaftlich wachten über die "Europäischen Tags der Jüdischen Kultur" in Hamburg die Präsidentin des Zentralrat der Juden in Deutschland,  Charlotte Knobloch, und der Präses der Behörde für Kultur und Medien, Reinhard Stuth.

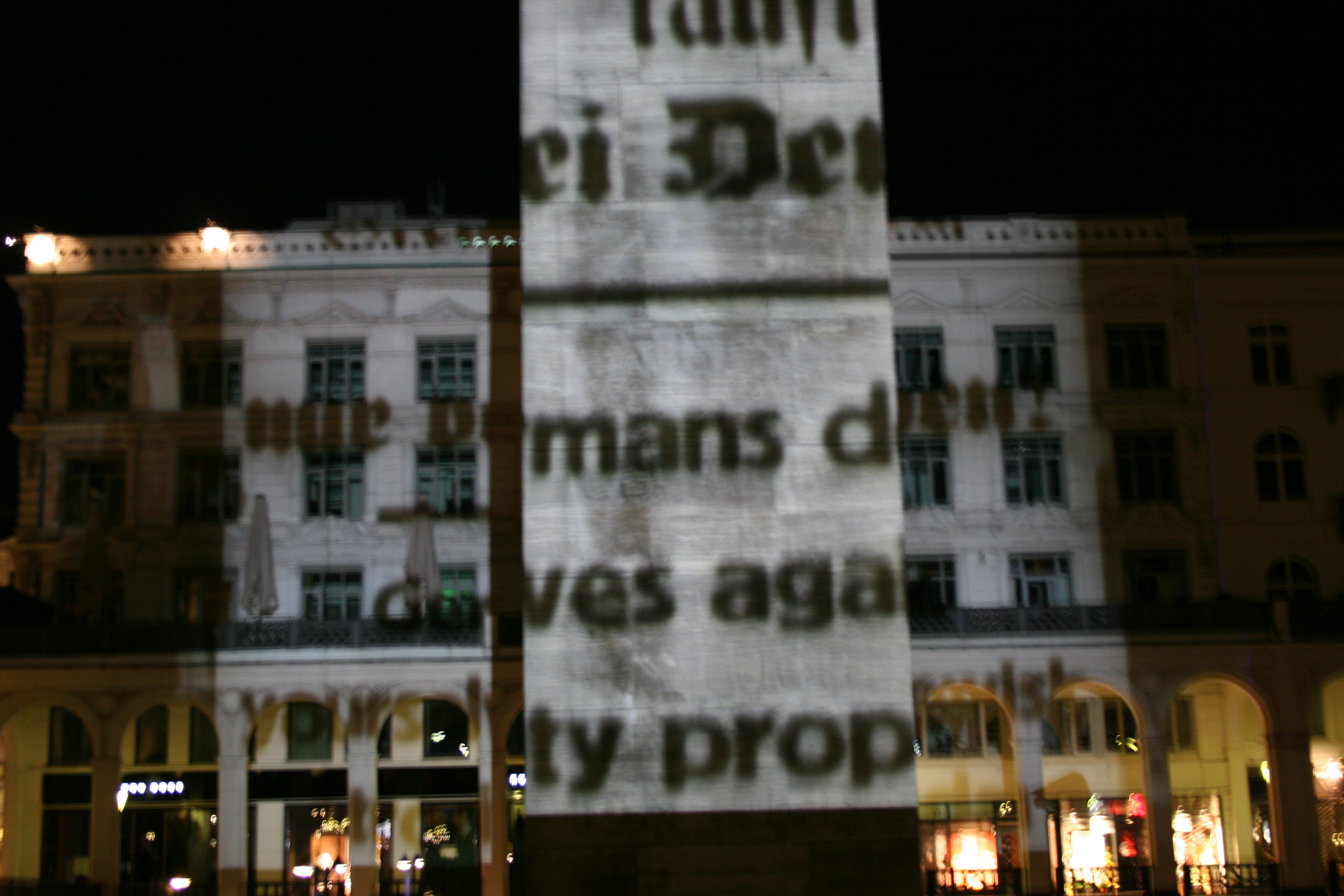
Videoinstallation zum 70. Jahrestag des Novemberpogroms 1938 – Rathausmarkt Hamburg
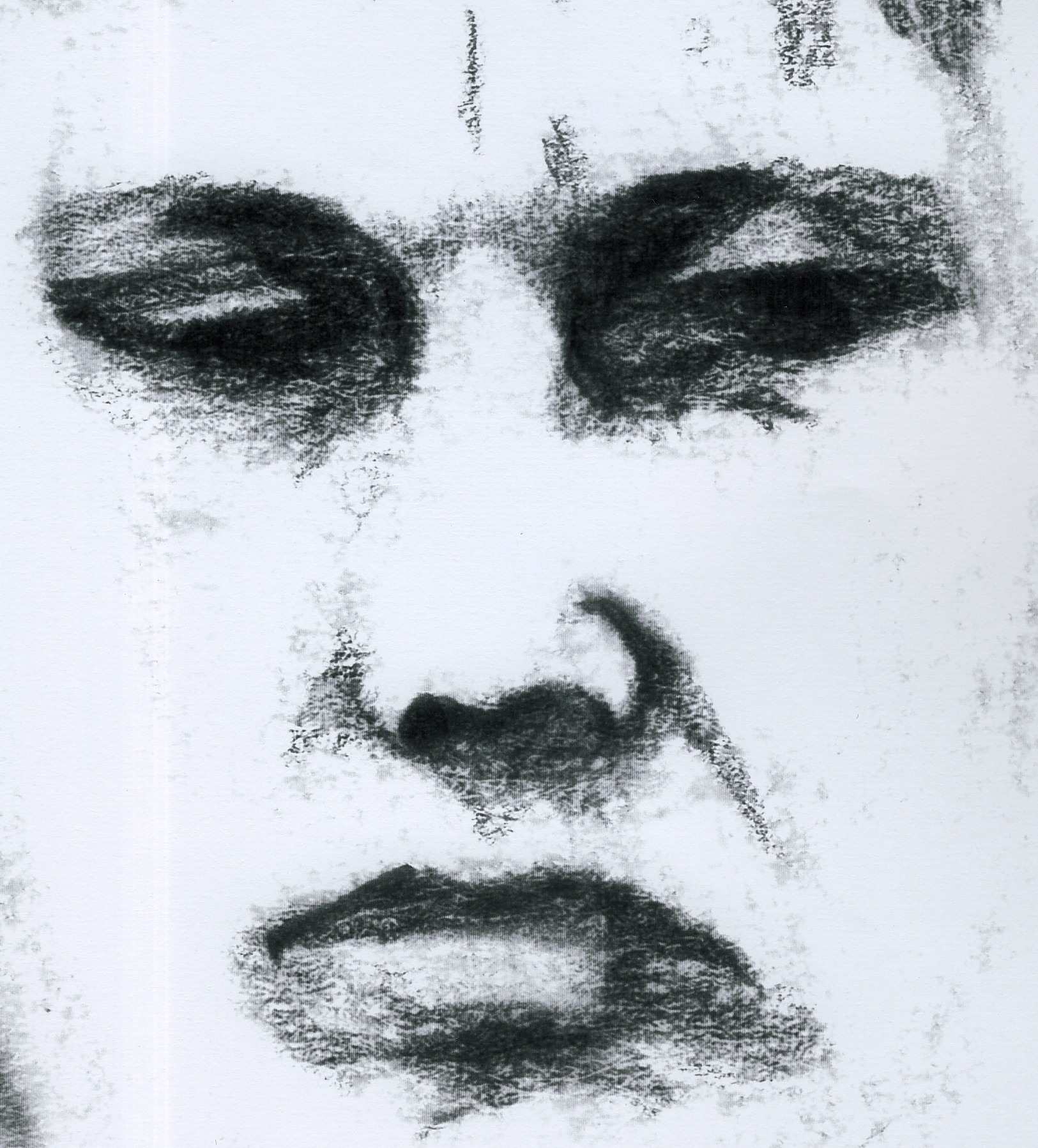
Ausstellung "Zerstörtes Ich", Berlin 2009